# RipIt4Me
RipIt4MeはDVD Decrypter、DVD Shrinkと連動してRipGuardとARccOSのかかったDVD-Videoをリッピングできるフリーウェア。
ちなみに日本語化されたDVD Decrypterではうまく連携できないためDVD Decrypterの日本語化の際に作成されたDVD Decrypterのコピーを登録しなおす必要がある。